# 高毛鳞省藤
高毛鳞省藤（学名：Calamus hoplites）为棕榈科省藤属下的一个种。

## 扩展阅读
- 維基物種上的相關：高毛鳞省藤